# Hydrosaurus weberi
Hydrosaurus weberi är en ödleart som beskrevs av Barbour 1911. Hydrosaurus weberi ingår i släktet Hydrosaurus och familjen agamer. Inga underarter finns listade i Catalogue of Life.
Arten förekommer på öarna Halmahera och Ternate som tillhör Indonesien. Honor lägger ägg. Arten lever i låglandet och i bergstrakter upp till 1000 meter över havet. Exemplaren vistas i skogar nära vattendrag eller i träskmarker. De klättrar främst i träd.
Skogsröjningar påverkar beståndet negativt. Några exemplar fångas och säljs som terrariedjur. IUCN listar arten som sårbar (VU).